# クラース・ヤコブスゾーン・ファン・デル・ヘック
クラース・ヤコブスゾーン・ファン・デル・ヘック（Claes Jacobsz. van der Heck、1575年頃から1581年の間の生まれ、1652年12月19日に埋葬）はオランダの画家である。ニコラス・ファン・デル・ヘック(Nicolaes van der Heck)の名前でも知られる。

## 略歴
父親が現在の北ホラント州のアルクマールに1580年に市民として登録されていた記録からアルクマールで生まれたと推定されている。父親の義理の兄弟にハールレムの画家、マールテン・ファン・ヘームスケルク(1498-1574)がいた。親戚のクラース・ディルクスゾーン・ファン・デル・ヘック(Claes Dircksz. van der Heck: c.1595-1649)もアルクマールで画家になった。
「北方画家列伝」の作者で同時代の画家、カレル・ヴァン・マンデル(1548-1606)の1604年の記述によれば、「風景画を得意とする画家のヤン・ナーヘル(Jan Nagel: c.1560–1602)の弟子」であったとされているがファン・デル・ヘックは人物画も描いていて、ファン・デル・ヘックの一族と親しい画家、フランス・メントン(Frans Menton: c.1550–1615) から学んだ可能性がある。1608年制作の作品が知られていて、1613年によく知られた集団肖像画作品である「アルクマールの民兵団の将校たち(Officieren van de Oude Schutterij van Alkmaar)」が描かれている。1616年から1620年の間に、アルクマールの市庁舎の議場に飾る何点かの作品を描いた。1632年1月に Zacharias Paulusz.や Gerrit Cornelisz. Ruyl、Jan Willemsz. Benningといった画家たちとアルクマールに聖ルカ組合を設立した。
1606年までには結婚して、息子には画家となったマルテン・ヘームスケルク・ファン・デル・ヘック(Marten Heemskerck van der Heck)がいる。
後世の学者の著作で、クラース・ディルクスゾーン・ファン・デル・ヘックとの混同が生じ、その作品の帰属にも混乱が生じた。

## 作品

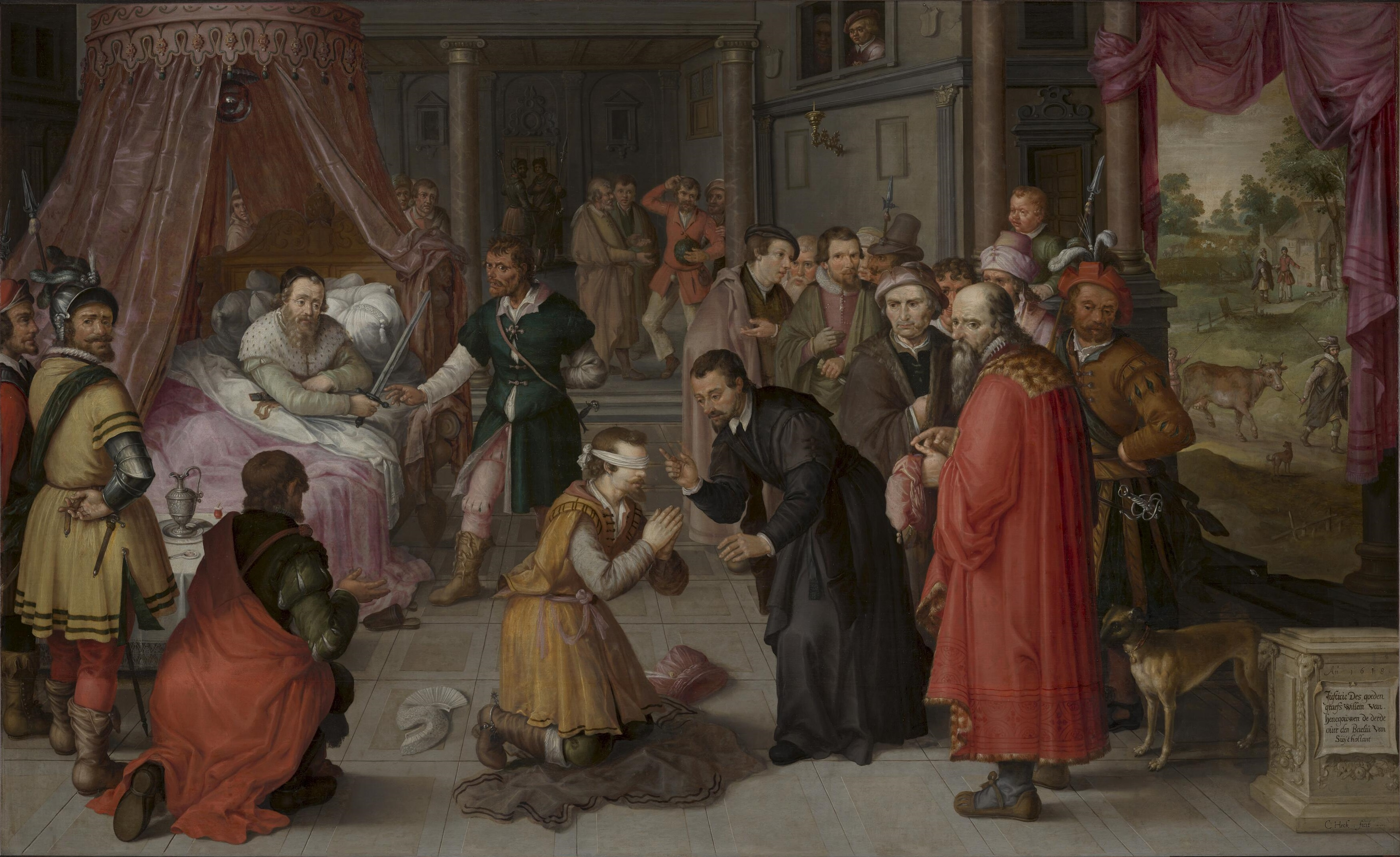
Justice of William III, Count of Holland
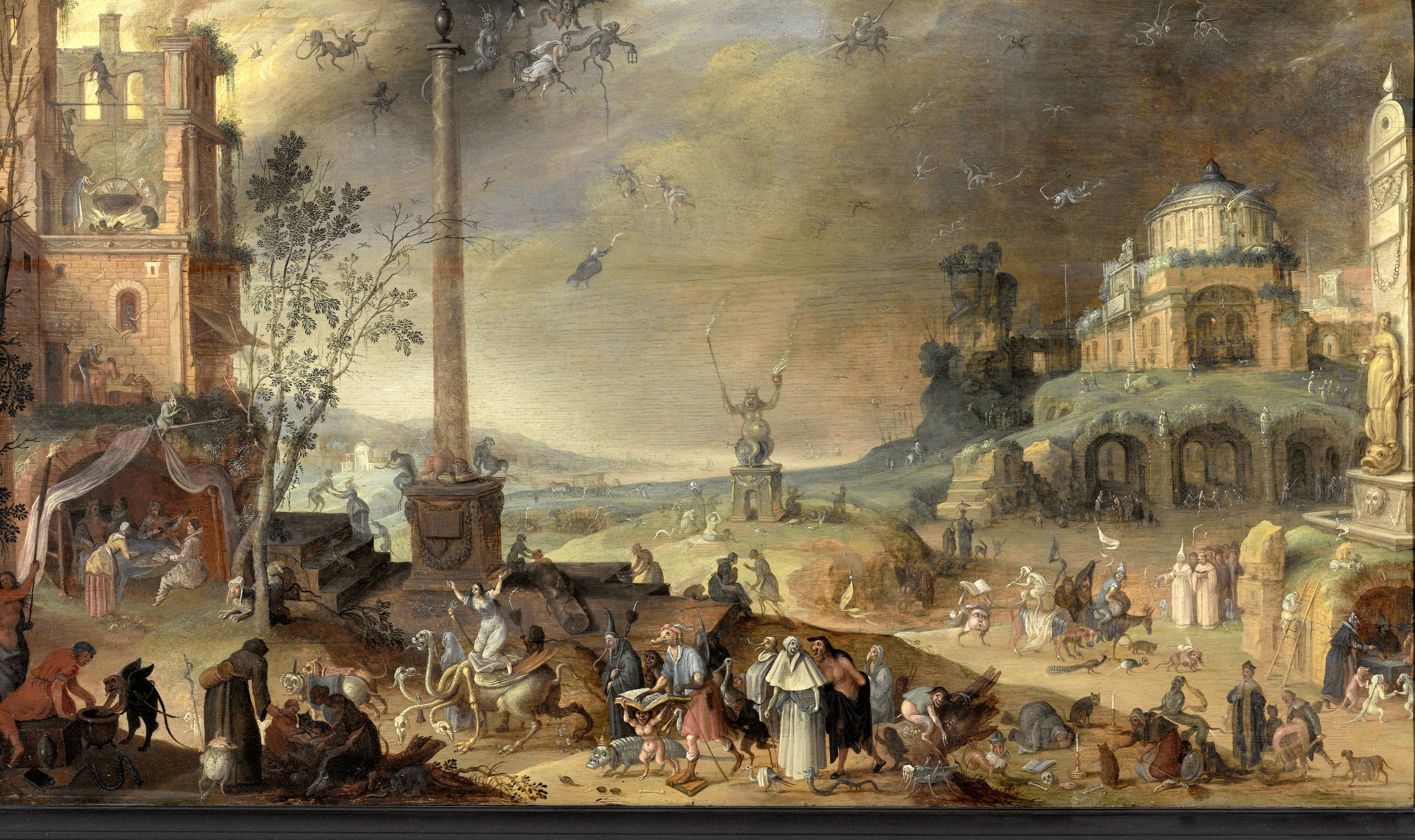
魔女の夜宴
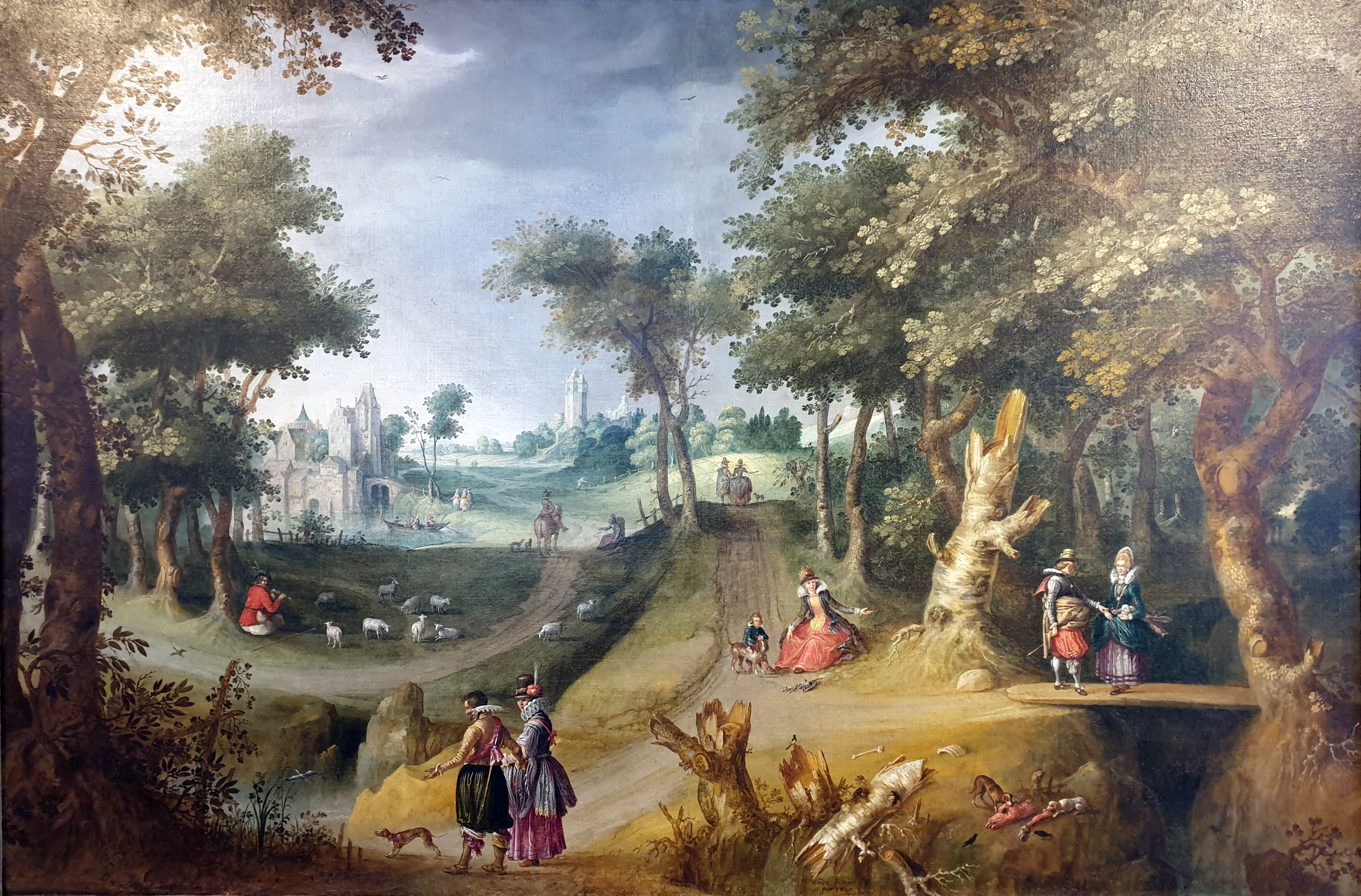
風景画